# Pavonis Mons
Pavonis Mons (« Montagne du paon ») est un volcan bouclier situé sur l'équateur de la planète Mars par 0,8° N et 246,6° E dans les quadrangles de Tharsis et de Phoenicis Lacus. La grande caldeira de Pavonis Mons est parfaitement circulaire, avec un diamètre d'environ 100 km, avec un second cratère plus petit à l'intérieur ; cette configuration assez simple contraste fortement avec les caldeiras complexes d'autres volcans, comme celle d'Ascraeus Mons. Les flancs de ce volcan, qui culmine à 14 058 m au-dessus du niveau de référence martien, ont une inclinaison moyenne de 4°, tombant à 1° sur les lobes latéraux.

## Géographie et géologie
Pavonis Mons est le volcan central et le moins élevé de l'alignement des trois grands volcans formant Tharsis Montes — les deux autres sont Ascraeus Mons au nord et Arsia Mons au sud, tandis que le groupe d'Uranius prolonge cet alignement par le nord.
|                                                                      |  |                                          |
| Carte de la région d'Olympus Mons et de la chaîne de Tharsis Montes. |  | Topographie de Pavonis Mons par le MOLA. |

Ce volcan se serait formé à l'Hespérien, il y a plus de 3,56 Ga ; l'âge du plancher de sa double caldeira correspondrait à 370 Ma pour la plus grande et seulement 80 Ma pour la plus petite, au sud, tandis que les terrains les plus récents sur ses flancs ont été datés autour de 64 Ma, à l'Amazonien récent. Son âge de formation est donc intermédiaire entre celui de ses deux voisins, ce qui illustre le fait que les volcans du renflement de Tharsis sont d'autant plus anciens qu'ils sont situés au nord-est de cette région.
Des glaciers ont été observés sur les trois volcans majeurs de Tharsis Montes, et particulièrement sur Pavonis Mons, pour lequel des dépôts de l'ordre de 2 ± 0,4 km datant de 200 à 10 Ma sont envisagés.

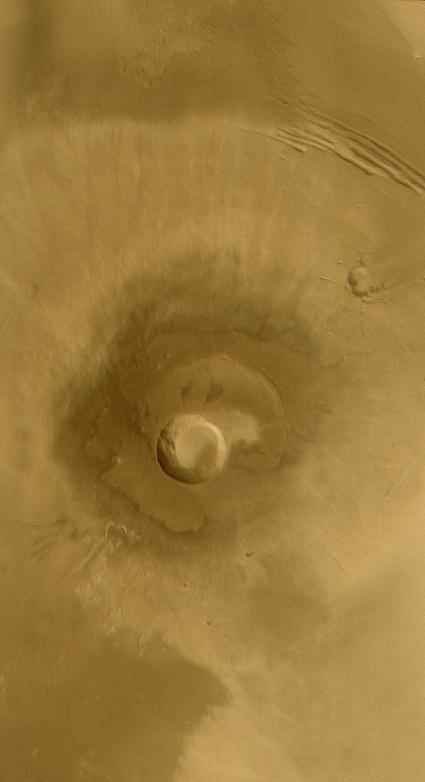
Pavonis Mons vu par la MOC de MGS.
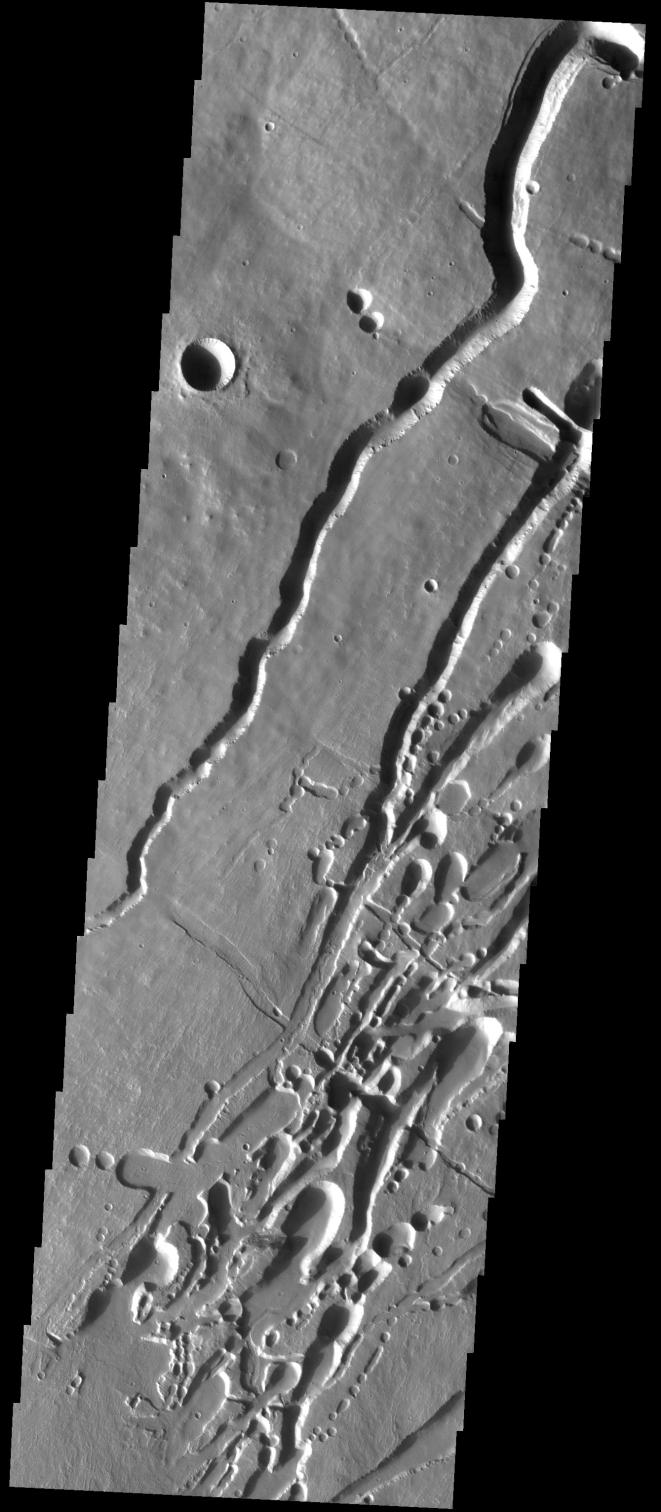
Image de THEMIS de canaux et de puits sur le flanc sud de Pavonis Mons.
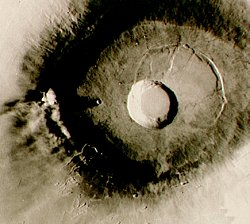
Caldeira de Pavonis Mons.

### Exospéléologie
Une image capturée fortuitement en 2011 par la caméra High Resolution Imaging Science Experiment (HiRISE) embarquée à bord de Mars Reconnaissance Orbiter a mis en évidence un trou d'environ 35 mètres de diamètre sur les pentes de Pavonis Mons. Les chercheurs estiment que ce trou constitue l’entrée d’une grotte formée par de la lave, dans lequel des traces de vie pourraient être trouvées. Les éboulis visibles dans l'ouverture se situent à une profondeur estimée de 28 mètres. Un modèle numérique a, par ailleurs, permis aux chercheurs d'estimer à au moins 62 mètres la hauteur de ce remplissage d'éboulis. La profondeur initiale de la grotte serait donc de 90 mètres environ.
De telles grottes de lave pourraient permettre d'établir, en leur sein, des bases souterraines à destination des colons qui seront envoyés vers Mars à l'avenir, à condition que ces grottes soient facilement accessibles, ce qui ne semble pas être le cas du phénomène évoqué ci-dessus.

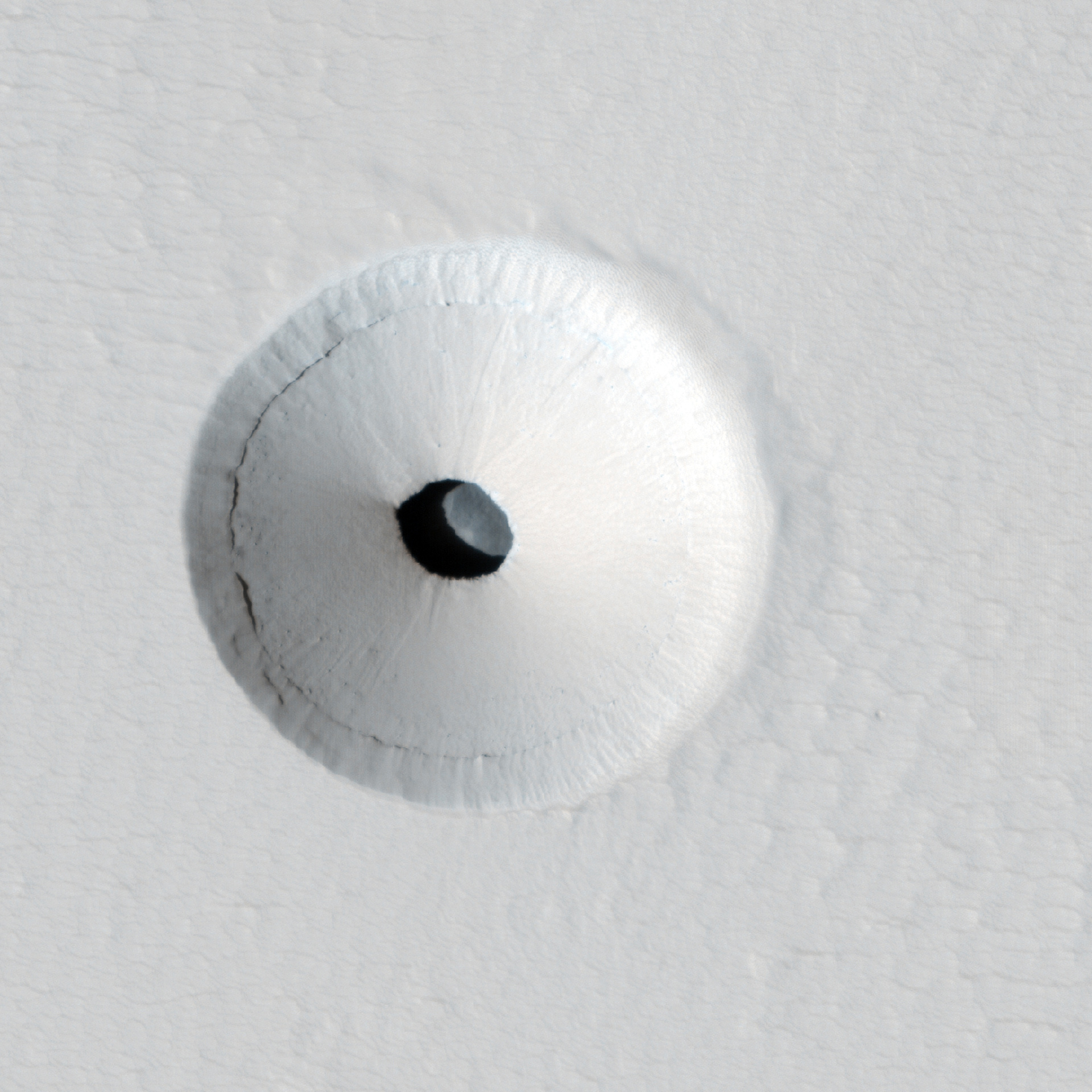
Lucarne de 35 m dans un champ de lave sur Pavonis Mons par le HiRISE.
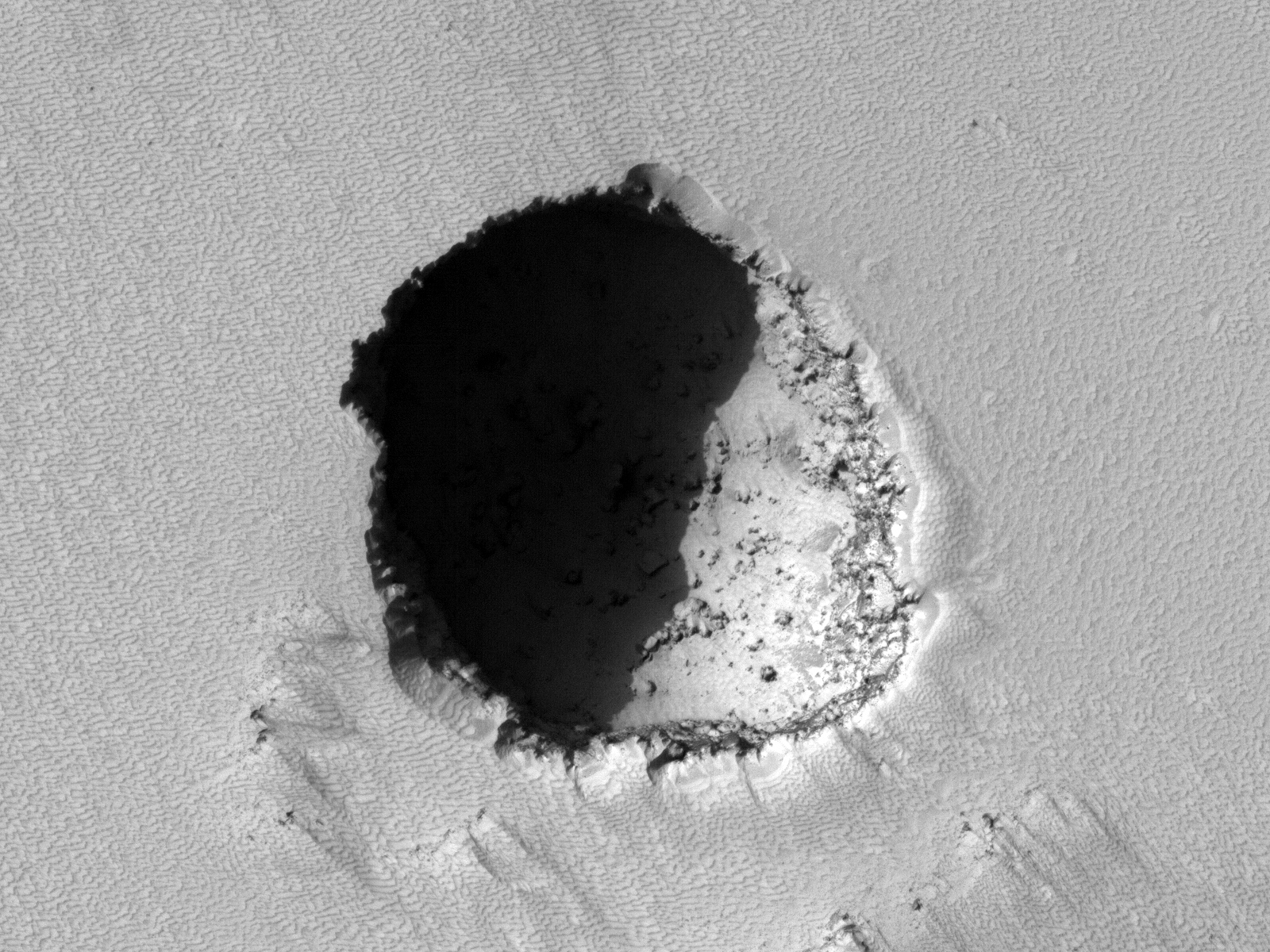
Lucarne de 180 m sur le flanc sud du volcan par le HiRISE.